# Theo Pinson
Theophilus Alphonso "Theo" Pinson (Greensboro, Carolina del Norte, 5 de noviembre de 1995) es un baloncestista estadounidense que actualmente se encuentra sin equipo. Con 2,01 metros de estatura, juega en las posiciones de escolta o alero.

## Trayectoria deportiva

### Universidad
Jugó cuatro temporadas con los Tar Heels de la Universidad de Carolina del Norte en Chapel Hill, en las que promedió 6,3 puntos, 4,4 rebotes y 3,4 asistencias por partido. En la temporada 2016-2017 se proclamó Campeón de la NCAA tras derrotar en la final a Gonzaga, en un partido en el que logró 6 puntos y 9 rebotes jugando como titular.

#### Estadísticas
| Año     | Equipo         | PJ  | PT | MPP  | %TC  | %3P  | %TL  | RPP | APP | ROB | TPP | PPP  |
| ------- | -------------- | --- | -- | ---- | ---- | ---- | ---- | --- | --- | --- | --- | ---- |
| 2014–15 | North Carolina | 24  | 1  | 12.5 | .368 | .269 | .611 | 3.0 | 1.5 | .6  | .2  | 2.8  |
| 2015–16 | North Carolina | 40  | 7  | 18.7 | .420 | .290 | .636 | 3.2 | 2.9 | .6  | .3  | 4.8  |
| 2016–17 | North Carolina | 21  | 13 | 23.8 | .381 | .237 | .702 | 4.6 | 3.7 | .9  | .2  | 6.1  |
| 2017–18 | North Carolina | 37  | 37 | 29.7 | .473 | .226 | .818 | 6.5 | 5.1 | 1.1 | .5  | 10.3 |
| Total   | Total          | 122 | 58 | 21.7 | .431 | .257 | .734 | 4.4 | 3.4 | .8  | .3  | 6.3  |

### Profesional
Tras no ser elegido en el Draft de la NBA de 2018, disputó con los Brooklyn Nets las Ligas de Verano de la NBA, en las que jugó cinco partidos en los que promedió 11,2 puntos y 4,0 rebotes. El 6 de agosto firmó contrato por los Nets.
Tras una temporada y media en Brooklyn, donde alternó presencias con el equipo filial de la G League, los Long Island Nets, el 23 de junio de 2020 es cortado por los Nets.
Tres días después, el 26 de junio de 2020, fue adquirido por los New York Knicks. Siendo aignado a los Westchester Knicks de la G League el 29 de noviembre de 2020.
El 28 de septiembre de 2021, firma por Boston Celtics, pero es cortado al terminar la pretemporada. El 23 de octubre, firma un contrato con los Maine Celtics, como jugador afiliado. Pero el 20 de diciembre firma un contrato de 10 días con Dallas Mavericks. Al término del mismo firmó un contrato dual que le permite además jugar en el filial de la G League, los Texas Legends.
El 9 de abril de 2023, en el último encuentro de su segunda temporada en Dallas, ante San Antonio Spurs, consigue el primer triple-doble de su carrera con 23 puntos, 13 rebotes y 12 asistencias (ambas récord personal).
En noviembre de 2023 es incluido en la plantilla de los Texas Legends para la 2023-24.

## Estadísticas de su carrera en la NBA

### Temporada regular
| Año     | Equipo   | PJ  | PT | MPP  | %TC  | %3P  | %TL   | RPP | APP | ROB | TPP | PPP |
| ------- | -------- | --- | -- | ---- | ---- | ---- | ----- | --- | --- | --- | --- | --- |
| 2018-19 | Brooklyn | 18  | 0  | 11.7 | .342 | .261 | .864  | 2.0 | 1.2 | .3  | .0  | 4.5 |
| 2019-20 | Brooklyn | 33  | 0  | 11.1 | .290 | .188 | .938  | 1.6 | 1.7 | .5  | .1  | 3.6 |
| 2020-21 | New York | 17  | 0  | 2.0  | .111 | .000 | .000  | .3  | .1  | .0  | .0  | .1  |
| 2021-22 | Dallas   | 19  | 0  | 7.8  | .359 | .333 | 1.000 | 1.1 | .9  | .3  | .1  | 2.5 |
| 2022-23 | Dallas   | 40  | 1  | 8.1  | .356 | .355 | .846  | 1.6 | 1.2 | .2  | .0  | 2.4 |
| Total   | Total    | 127 | 1  | 8.5  | .320 | .261 | .902  | 1.4 | 1.1 | .3  | .1  | 2.7 |

### Playoffs
| Año   | Equipo   | PJ | PT | MPP | %TC  | %3P  | %TL | RPP | APP | ROB | TPP | PPP |
| ----- | -------- | -- | -- | --- | ---- | ---- | --- | --- | --- | --- | --- | --- |
| 2019  | Brooklyn | 3  | 0  | 7.3 | .375 | .429 | -   | 1.0 | 1.0 | 0.7 | .0  | 3.0 |
| Total | Total    | 3  | 0  | 7.3 | .375 | .429 | -   | 1.0 | 1.0 | 0.7 | .0  | 3.0 |